# La familia del 6
La familia del 6 es una telenovela mexicana grabada en blanco y negro que se transmitió por el Canal 4 de Telesistema Mexicano en 1961. Protagonizada por Miguel Ángel Ferriz y Angelines Fernández.

## Sinopsis
La telenovela gira en torno a la vida de una familia disfuncional que tiene problemas con sus vecinos. Angelines Fernández y Miguel Ángel Ferriz dieron vida a los padres.

## Elenco
- Miguel Ángel Ferriz
- Angelines Fernández
- Rafael Llamas Olaran
- Graciela Döring
- Raúl Macías

## Datos a resaltar
- La telenovela está grabada en blanco y negro.